# Гончарное производство

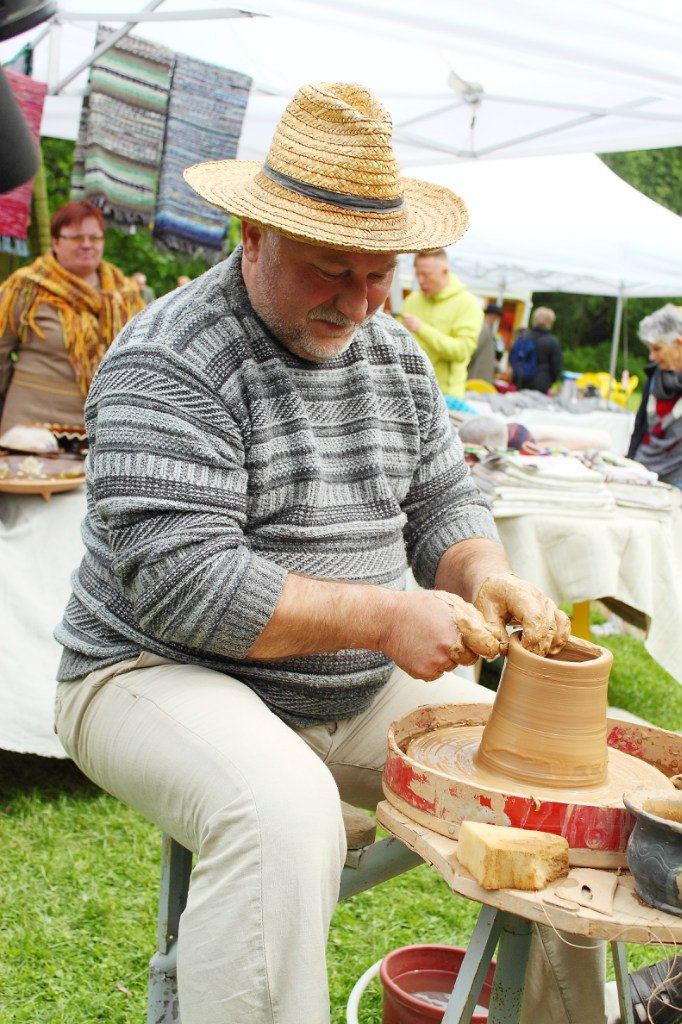
Гончар за гончарным кругом

Гонча́рное произво́дство, гончарство (от слова «горн» — огонь, а также печь для обжига керамики, однокоренное «горнило») — изначально было ремеслом, служившим для изготовления сосудов для приготовления, приёма пищи или для хранения жидких и сыпучих материалов.
Мастерская или заведение, где делают изделия из глины — Гончарня, Горшечня. В настоящее время — обработка посредством любой формовки, нанесением глазури и с последующим обжигом глины с целью превращения её в предметы домашнего обихода, строительные материалы, различные декоративные изделия, сувениры, украшения, одним словом, в керамику.
Технология гончарного производства включает три главных класса производств:
- изготовление строительных кирпичей;
- производство различной глиняной или каменной посуды вместе с различными более грубыми предметами украшений или заводских потребностей (огнеупорные кирпичи, реторты, кафели, трубы и тому подобное);
- изготовление фаянсовых и фарфоровых изделий, как предметов более изысканной домашней и заводской обстановки.

С точки зрения технологии (техническая сторона вопроса) перечисленные выше классы гончарного производства похожи, однако в процессе изготовления для конечной продукции применяются разные сорта глины, и каждый отличается своими специфическими особенностями производства.

## История гончарного дела

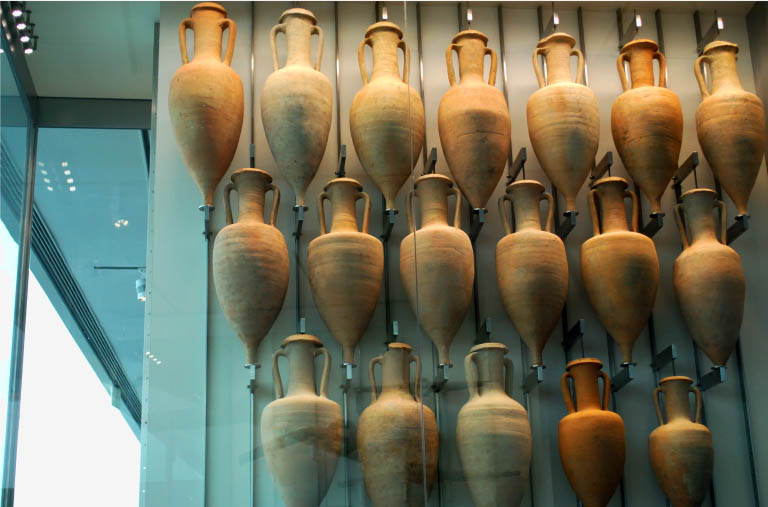
Амфоры в музее

Изначально гончарное производство было ремеслом, служившим для приготовления сосудов для пищи или для сохранения жидких и сыпучих тел; но со временем развивалось и обогащалось новыми предметами выделки, а именно огнеупорным кирпичом, каменной посудой, черепицей, изразцами, дренажными трубами, архитектурными украшениями и подобными изделиями.
В связи с тем, что в процессе развития общества некоторые глиняные изделия научились специально отделывать и украшать, из области ремесла их производство переместилось в сферу искусства — керамики. Производство глиняных горшков было известно в древности, когда люди познакомились со свойствами глины, очень распространённого на нашей планете материала.
В Ветхом Завете в нескольких местах упоминается о гончарах и их изделиях. Так, в Книге Премудрости Иисуса, сына Сирахова сказано, что без таких людей, как крестьянин, плотник, зодчий, кузнец и горшечник не построится город и в нём не будут  жить люди (Сир. 38:25—37). Самые древние глиняные сосуды доисторической эпохи выделывались от руки и были неправильной формы. Позднее встречаются сосуды правильной круглой формы, возможной только при употреблении гончарного круга. Точное время его изобретения неизвестно, однако у Иеремии (18, 3) написано: «И сошёл я в дом горшечника, и вот, он работал свою работу на кружале».
Из народов Азии китайцы за 2000 лет до нашей эры выделывали не только глиняную посуду, но и фарфор, а это уже ясно указывает, что начало гончарного производства в Китае было гораздо ранее этого времени. Глиняную посуду обжигали в специальной печи.
В изделиях гончарного производства каждого народа можно до некоторой степени видеть уровень его промышленного развития. Например, народы некоторых племён Центральной Африки ещё в начале XX века изготовляли горшки от руки, суша их на солнце, затем обкладывая их внутри и снаружи соломой и осуществляя обжиг, поджигая солому.
Гончарное производство до VIII века находилось в Европе в упадке, толчок его развития дали мавры Испании, тогда же появляются изделия, покрытые глазурью. Изготовлялись глазурные плиты, служащие для облицовки стен, и такие же плиты синего или бурого цвета для выстилки полов, встречающихся в Гранаде, Альгамбре, Алькасаре и так далее.
Расцвет гончарного дела приходится между XIII и XV столетиями, в это же время получает большое развитие гончарное производство в Италии, особенно после изобретения там майолики. Особенно известен был скульптор Лука делла Роббиа, произведения которого считаются[кем?] гордостью Флоренции. Масса, из которой он делал свои произведения, называемая terra invetriola, состоит из очищенной гончарной глины, смешанной с песком и мергелем, известь которого увеличивала способность плавления и сплотнения. Глазурь содержала окиси олова, подкрашивалась в синий цвет кобальтом, зелёный — медью, фиолетовый — марганцем. Все его изделия подвергались двойному обжигу: перед глазурованием и после.

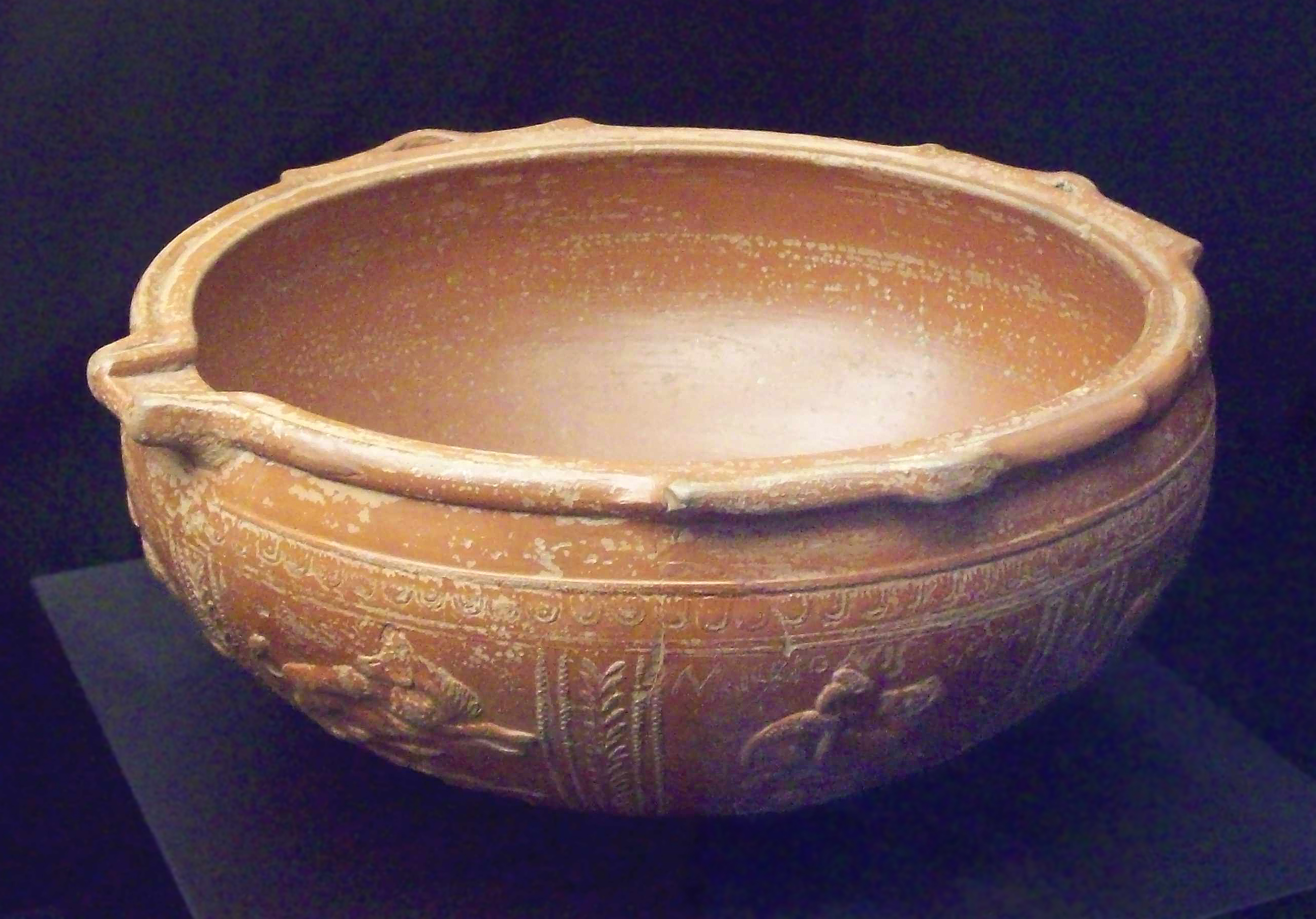
Гончарное изделие

Тосканские фабрики, узнав секрет оловянной глазури, дали начало новой отрасли гончарного производства, выделке фаянса. Фаянсовые изделия сначала обжигались слабым огнём, потом покрывались белой поливой, на ней делались живописные рисунки, и изделия подвергались вторично обжигу, но уже очень сильному. Из майолики выделывались не только архитектурные украшения, но и разного рода домашняя утварь, вазы, статуэтки.
Во Франции гончарное производство начало развиваться после упадка его в Италии. Екатерина Медичи покровительствовала развитию этого производства во Франции. Бернар Палисси изобрёл печь для обжига эмалированной глиняной посуды, ни в чём не уступающей итальянской, с отделкой расписными барельефами голубого, жёлтого, серого и фиолетового цветов. Специальностью его была плоская посуда с изображениями растений, раковин, насекомых, рыб. Также прославились мастера Кустод, Яков де Санлис и другие.

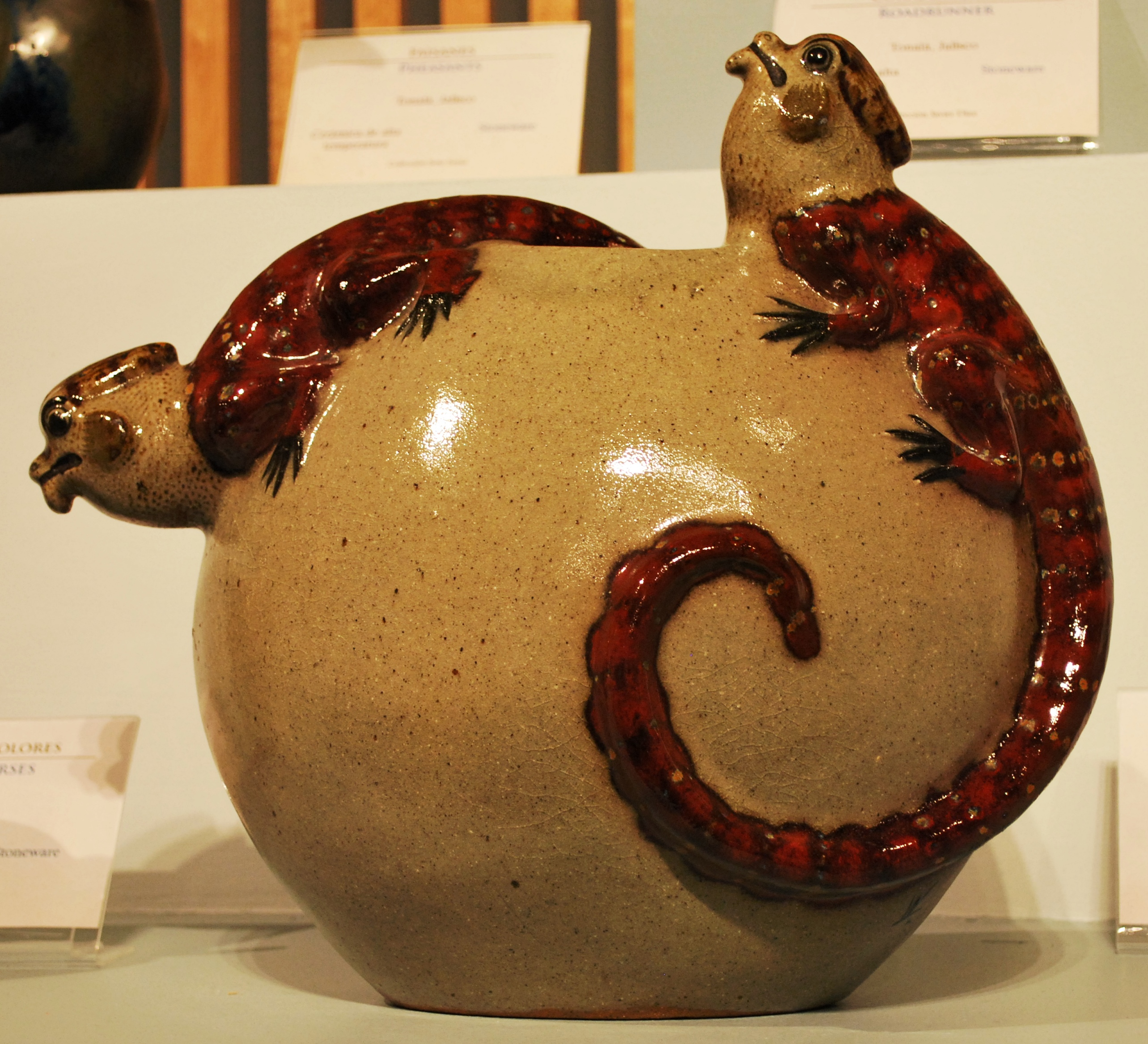
Мексиканский горшок с игуанами

В Голландии и Германии гончарное производство ограничивалось архитектурными украшениями; работами в смешанном готическо-итальянском стиле прославились гончары из Нюрнберга. Немецкие и фламандские гончарные изделия XVI и XVII века, известные под названием «gris», пользовались популярностью, но уступали итальянским и французским изделиям. особую группу составляли так называемые глино-каменные массы, или штайнгуты.
Гончарное производство в Англии в средние века было очень мало развито, но в конце XIX века достигло высшей степени своего развития. Во время царствования Елизаветы фламандские гончары, изгнанные по религиозным причинам из страны, дают начало гончарному производству Англии. Крупнейшим центром гончарного производства в Англии был Стаффордшир (неметропольное графство на западе центральной части Англии), в этом районе находилось множество сельских гончарных мастерских, навыки мастерства передавались из поколения к поколению. Такими потомственными мастерами были члены семьи Вуд. Из Стаффордшира вышел выдающийся технолог и руководитель фаянсового производства Джозайя Уэджвуд, основатель знаменитой фирмы Веджвуд, на которой на первых порах успешно имитировали в глино-каменных маcсах античные изделия, Уильям Муркрофт и другие знаменитые мастера.
В средние века, когда глиняная посуда была заменена оловянной, серебряной или золотой, гончарное производство ограничивалось выделкой простой посуды для беднейшего класса населения. К этому времени относится начало выделки изразцов. В церковной архитектуре гончарные глазурованные изделия начали появляться в это время в виде кувшинов, вмурованных в стены. Они служили для улучшения звука во время богослужения. Такими кувшинами украшены стены во многих церквах Новгорода, в церквях времён Романовых и даже раньше, например, в церкви Грузинской Божьей Матери в Москве, в архиерейском соборе в Нижнем Новгороде. В XV веке уже в Пскове и Москве изготовляли архитектурные украшения из терракоты и изразцы.
С конца XVIII века, когда распространились знания о саксонском фарфоре, на славянских территориях стали появляться фабрики, производившие аналогичные изделия.

## Разновидности керамических изделий
Основное различие между разновидностями керамики — состав массы, из которой они изготавливаются, и вид глазури. Все керамические изделия делятся на две основные группы: имеющие плотноспеченный черепок и имеющие пористый черепок.
Керамика с плотноспеченным черепком имеет в составе глиняной массы т.н. плавни — вещества, которые под воздействием высокой температуры заполняют кристаллическую решетку, делая ее однородной и неспособной впитывать воду. Примером плотных гончарных изделий является фарфор и каменная керамика (керамогранит). Такая керамика более крепкая и подходит для применения на улице в условиях температур ниже нуля.
Пористая керамика гигроскопична и способна впитывать воду. Она более хрупкая и не подходит для применения на улице. Изделие этого типа — фаянс и майолика.

### Плотные
К плотноспеченной керамике относятся:
- Твёрдый фарфор. Его черепок полностью сплавлен, имеет мелкозернистую структуру, полупрозрачный, упругий, однородный, твёрдый. Он содержит каолин, или фарфоровую глину, полевой шпат, мел и кварц. Глазурь состоит из того же полевого шпата с гипсом, как и сама масса; окислы олова и свинца никогда не вводятся в состав фарфоровой глазури. Фарфор подвергается двойному обжигу: низкотемпературному (900—1000°) до покрытия глазурью и высокотемпературному (1220-1350°) вместе с глазурью.
- Мягкий фарфор или фриттованный. Французский фарфоровая масса содержит фритту (стекловидное вещество); масса костяного фарфора состоит из каолина, кремнезёма, гипса и пережжённой кости. Глазурь состоит из мела, кремнезёма, буры и окиси свинца, поэтому требует более низких температур обжига, чем твердый фарфор
- Бисквит, полностью спеченный фарфоровый черепок без глазури.
- Париан имеет состав массы, похожий на английский, тугоплавкий, кремового цвета.
- Kappapa — средний между парианом и каменными изделиями, малопрозрачный, белого цвета.
- Каменные изделия (stoneware) имеют плотноспеченный черепок, все характеристики фарфора, но не просвечивают, могут быть любого цвета; (Д. Веджвуд).

### Пористые
К пористым керамическим изделиям относятся:
- Фаянс — смесь огнеупорной глины с кремнезёмом; покрывается глазурью, черепок непрозрачный, издает при постукивании глухой звук.
- Фаянс и майолика, имеет черепок любого цвета; после низкотемпературного обжига покрывается глазурью.
- Терракота — тоже, что и майолика, но имеет красный или розовый пористый черепок, чаще всего используется без глазури.

## Материалы гончарного производства
Выделка кирпича, фарфора и фаянса состоит из следующих работ: составления глиняной массы, её формования, просушки, обжигания и покрытия глазурью. Основным материалом для выделки гончарных изделий служит глина. Предпочтительно пользоваться «горшечной» глиной, обладающей должной вязкостью и таким температурным сопротивлением, которое отвечает назначению изделий. Хотя глина и обладает высокой степенью пластичности, в неё всегда добавляют другие материалы из-за быстрого и неравномерного сжатия при обжиге. Для самых простых изделий употребляются песок, зола, древесные опилки; для лучшего рода продуктов — шамот, то есть порошок от измельчённых гончарных изделий или слабо обожжённой заранее глины. Хотя приготовленная из таких веществ масса очень удобна для выделки, сушки и обжига, но, так как она после обжига остаётся пористой и с трудом принимает глазурь, то к массе добавляют какое-либо вещество, делающее состав легкоплавким и твёрдым, не принимающим воду и хорошо покрываемым глазурью. Глина, употребляемая для выделки обыкновенных гончарных изделий, очень часто заключает в своём составе окислы железа, известь, щёлочи, гипс и подобные примеси, которые, могут иметь положительный эффект на спекаемость массы и прочность изделий; тем не менее, необходимо, чтобы смесь была однородна и не содержала крупных зёрен и частиц. Такая чистая глина редко встречается в природе, и её надо первоначально очистить и тогда уже смешать с другими веществами.
Для выделки обыкновенных гончарных изделий добытая глина оставляется на один или два года на воздухе или в воде, после чего мнётся в деревянных ящиках, а на фабриках — машинами, чем очищается от находящихся в ней камней. Вынутая из ящиков глина складывается в кучи, которые проволокой или ножами режутся на тонкие пластинки, ещё раз очищается от видимых примесей и снова складывается в ящики, в которых переминается вторично. Для высшего сорта изделий, особенно бесцветных, масса должна состоять из составных частей, особо хорошо и отдельно очищенных и затем перемешанных. Главное условие доброкачественности массы — это её однородность. Для очистки глина разбивается на мелкие кусочки, которые обливаются водою и после суточного лежания сбрасываются в месильные машины. При вращении ножи машины разрезают куски глины, причём проходящая через камеру с глиной струя воды уносит с собой мелкие частицы в особый бассейн, а крупные остаются на дне ящика. В бассейне осаждаются грубые частицы глины, и затем жидкость пропускается во второй бассейн, где она окончательно отстаивается. Тёплая вода лучше разъединяет и скорее отмучивает глину, чем холодная.
Пропорция составных частей массы определяется в каждом случае и при определённых задачах производства опытом. Перемешивание веществ производится либо насухую, ножами, либо с помощью воды. Полученная таким образом масса ещё не вполне однородна и заключает в себе много воздушных пузырьков, для избавления от которых массу утрамбовывают ногами или специализированными машинами.

## Формовка изделий
Огнеупорные кирпичи больших размеров делаются в формах или рамах, подобно обыкновенному кирпичу, на досках, которые ставятся одна на другую правильными рядами, опираясь на поддерживающие их обыкновенные кирпичи.
Перед формовкой шликер загружается в одну из ёмкостей. Форму предварительно отчищают от остатков шликера после предыдущей формовки, обрабатывают шликерной водой и просушивают. Затем шликер заливают в просушенные формы, чаще рассчитанные на несколько заливок. При формовании используется наливной способ. Форма впитывает в себя часть воды, и объём шликера уменьшается. Для поддержания требуемого объёма в форму по мере надобности доливают шликер. После затвердевания изделия просушиваются, производится первичная отбраковка изделий (трещины, деформации). После нанесения глазури изделие отправляется на обжиг в печь.
Плавильные тигли должны быть одного размера, поэтому для их производства также используется формовка. В XIX веке тигли для плавления стали приготовляются прессованием: отполированную чугунную форму набивают глиной, а потом вбивают в середину деревянный сердечник, соответствующий внутреннему виду тигля для уплотнения массы.

## Обжиг

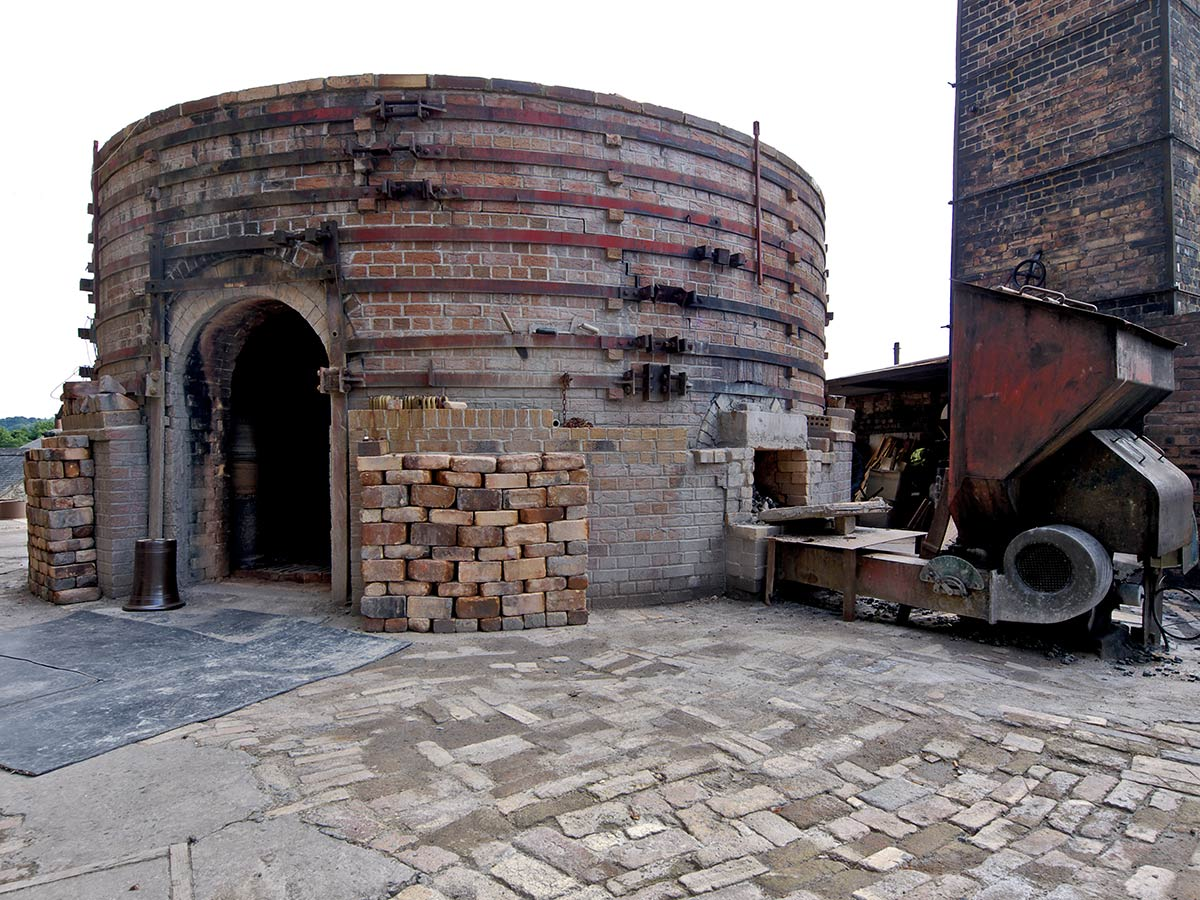
Большая печь для обжига керамики (Бардон-Милл, Великобритания)

В узком смысле слово керамика (др.-греч. κέραμος — глина) означает глину, прошедшую обжиг. Таким образом, под керамикой понимают изделия из неорганических материалов (чаще глины) и их смесей с минеральными добавками, изготавливаемые под воздействием высокой температуры с последующим охлаждением.
Обжиг изделий из керамических материалов может быть осуществлён различными методами, однако наиболее традиционный способ — обжиг в печи.
В процессе обжига происходят необратимые изменения в заранее отформованных и покрытых глазурью изделиях — только после обжига исходный материал становится керамикой. Под действием высокой температуры в шликере происходит спекание или сплавление более крупных частиц в местах их соприкосновения (контакта) друг с другом. В случае производства фарфора, где применяются материалы с различными физическими, химическими, минералогическими свойствами компонентов и более высокие температуры обжига, плавится только часть компонентов.
Во всех случаях материалы, используемые для изготовления объектов обжига и режим термообработки должны соответствовать технологии производства. В качестве приблизительного ориентира, обычно, используют следующие температурные диапазоны:
- обжиг изделий из глины приблизительно от 1000 °C (1830 °F) до 1200 °C (2190 °F);
- для керамических изделий приблизительно от 1100 °C (2010 °F) до 1300 °C (2370 °F);
- для изделий из фарфора приблизительно 1200 °С (2190 °F) до 1400 °С (2550 °F).

Величина максимальной температуры и длительность процесса обжига оказывают влияние на качественные характеристики полученной керамики. Максимальную температуру в печи зачастую поддерживали постоянной в течение определённого периода времени, с целью придания конечной продукции «производственной зрелости», которая необходима материалу, составляющему основу изделия.
Кроме того, на внешний вид готового изделия может влиять состав атмосферы в печи во время обжига. Окислительные свойства атмосфере внутри печи придают путём введения (нагнетания) воздуха в печь. Таким образом, в процессе обжига можно вызвать окисление глины и глазури. И наоборот: восстановительные свойства атмосферы внутри печи воспроизводят посредством ограничения притока воздуха в печь. Таким способом возможно удалить кислород с поверхности глины и глазури. В результате можно регулировать свойства атмосферы внутри печи с целью оказать влияние на внешний вид изделия и для получения сложных эффектов в глазури. Например, некоторые содержащие железо глазури под действием окислительных свойств атмосферы обжига приобретают коричневый, а под действием восстановительных свойств — зелёный цвет.
Печи для обжига могут быть нагреты при сжигании древесины, угля и газа или электричества. При использовании в качестве топлива угля и древесины в печи образуется много дыма, сажи и пепла, которые могут испортить внешний вид незащищённых изделий. По этой причине в печи, использующие в качестве топлива дрова или уголь, часто помещают специальный садок с крышкой, чтобы защитить от загрязнения керамические изделия внутри коробки. Современные печи, использующие в качестве источника тепла газ или электроэнергию, намного чище, и их состояние легче контролировать, чем старые дровяные или угольные печи.
В западной технологии имитации традиционных японских предметов из обожжёной глины, изделия удаляются из печи в горячем состоянии и помещаются в пепел, бумагу или щепу, которая придаёт им характерный карбонизированный внешний вид. Этот метод также используется в Малайзии при создании традиционных Labu sayung.

## Нанесение глазури
Некоторые изделия гончарного производства не покрываются глазурью, например огнеупорные кирпичи, черепица, горшки, терракота. Глазурование делается для того, чтобы глиняные изделия не напитывались жидкостью, которая в них содержится, или падающей, или же окружающей их влагой. (Этой же цели служит также молочение (молочный обжиг) — один из древних способов обработки керамики для придания ей водонепроницаемости и красивого вида).
Дешёвые гончарные изделия покрываются глазурью в сыром виде и обжигаются одновременно. Действие это называется муравлением; оно состоит в том, что во время обжигания в печь бросают соль, которая, превращаясь в пары, садится на изделия, и там, где она сядет, глина с составными своими частями и солью образует легкоплавкое соединение, род стекла, называемого муравой.
Второй способ покрытия глазурью состоит в том, что состав глазури толкут в мелкий порошок, просеивают и посыпают им изделия, обыкновенно грубой выделки, например необожжённые трубы, черепицу, горшки и пр. До посыпки изделия обмазывают мучным клейстером, а потом обжигают.
Третий способ состоит в обливании глазурью, разведённой до густоты сливок. Этим способом покрываются твёрдые изделия, мало всасывающие в себя воду, например английский фарфор и некоторые сорта фаянса. Способ обливания даёт возможность внутреннюю глазурь делать отличной от наружной.
Четвёртый способ заключается в погружении фарфоровых и фаянсовых изделий в глазурную массу. Все изделия этого рода первоначально слабо обжигаются, не теряя способности впитывать в себя воду. Глазурь, растёртая в мельчайший порошок, с водою образует молоко, в котором погружённые изделия впитывают в себя воду, твёрдые же частицы осаждаются на поверхность, приставая к ней очень сильно. На глазури иногда делают рисунки, в этом случае обжиг осуществляется в муфеле.

## Галерея

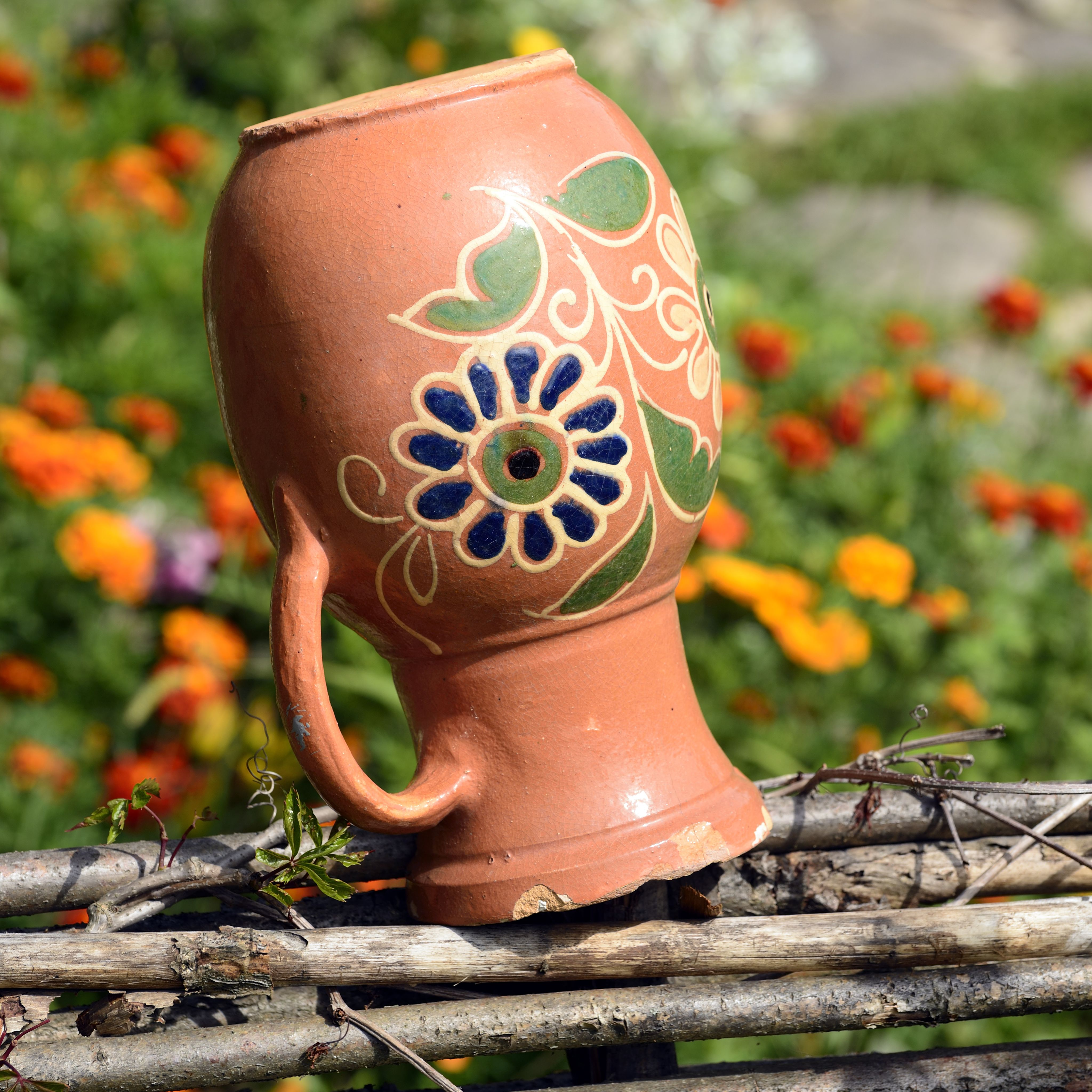
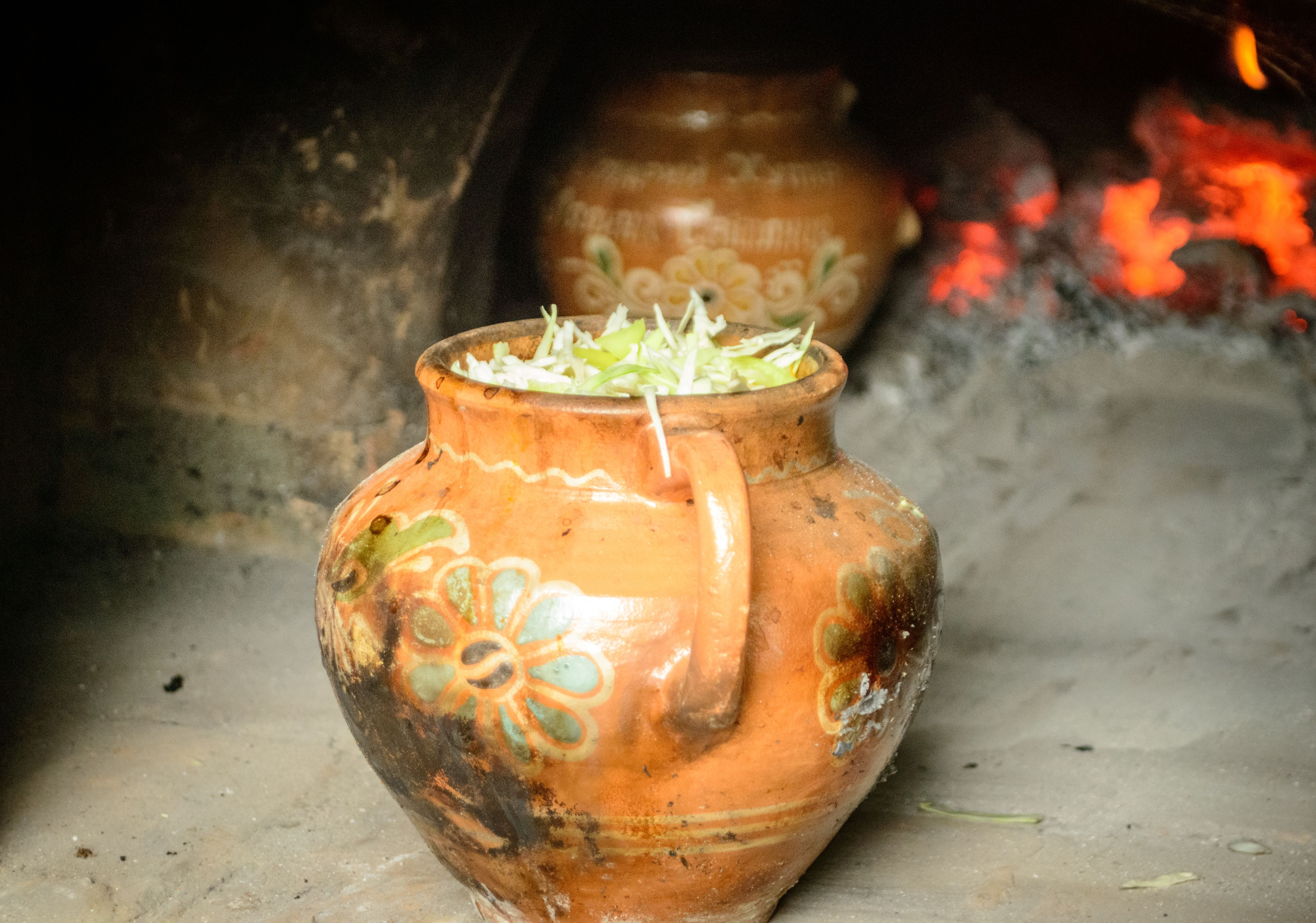
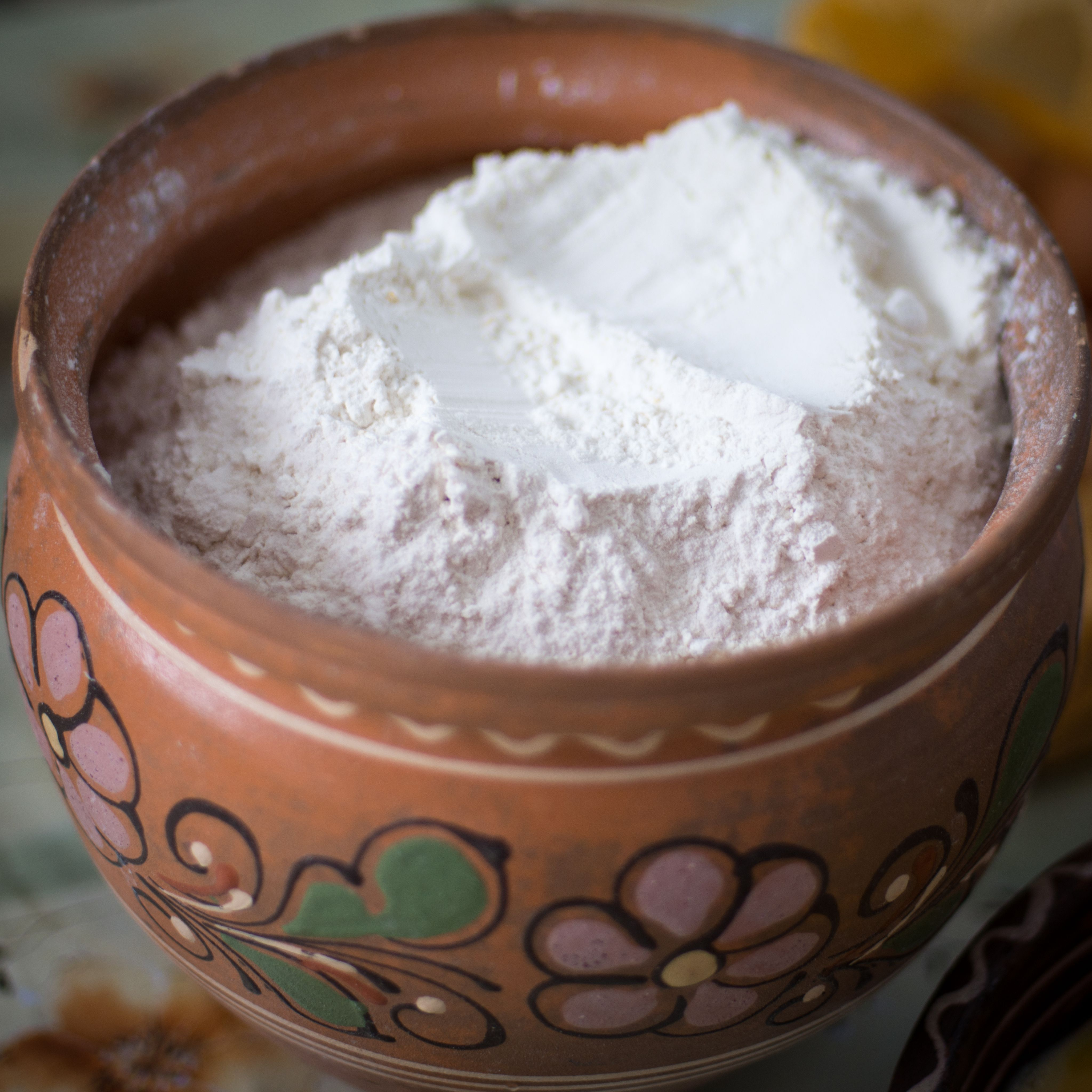
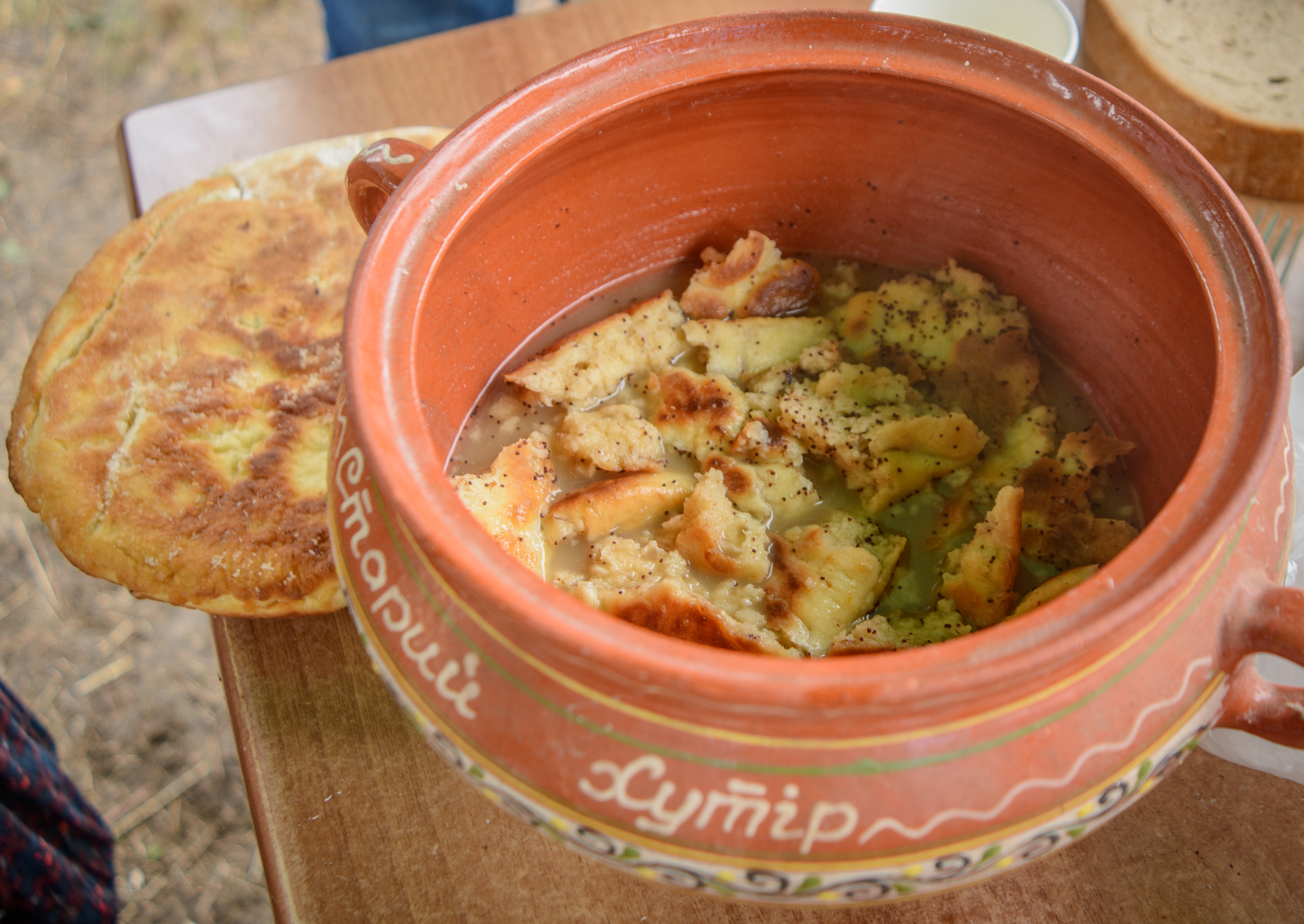
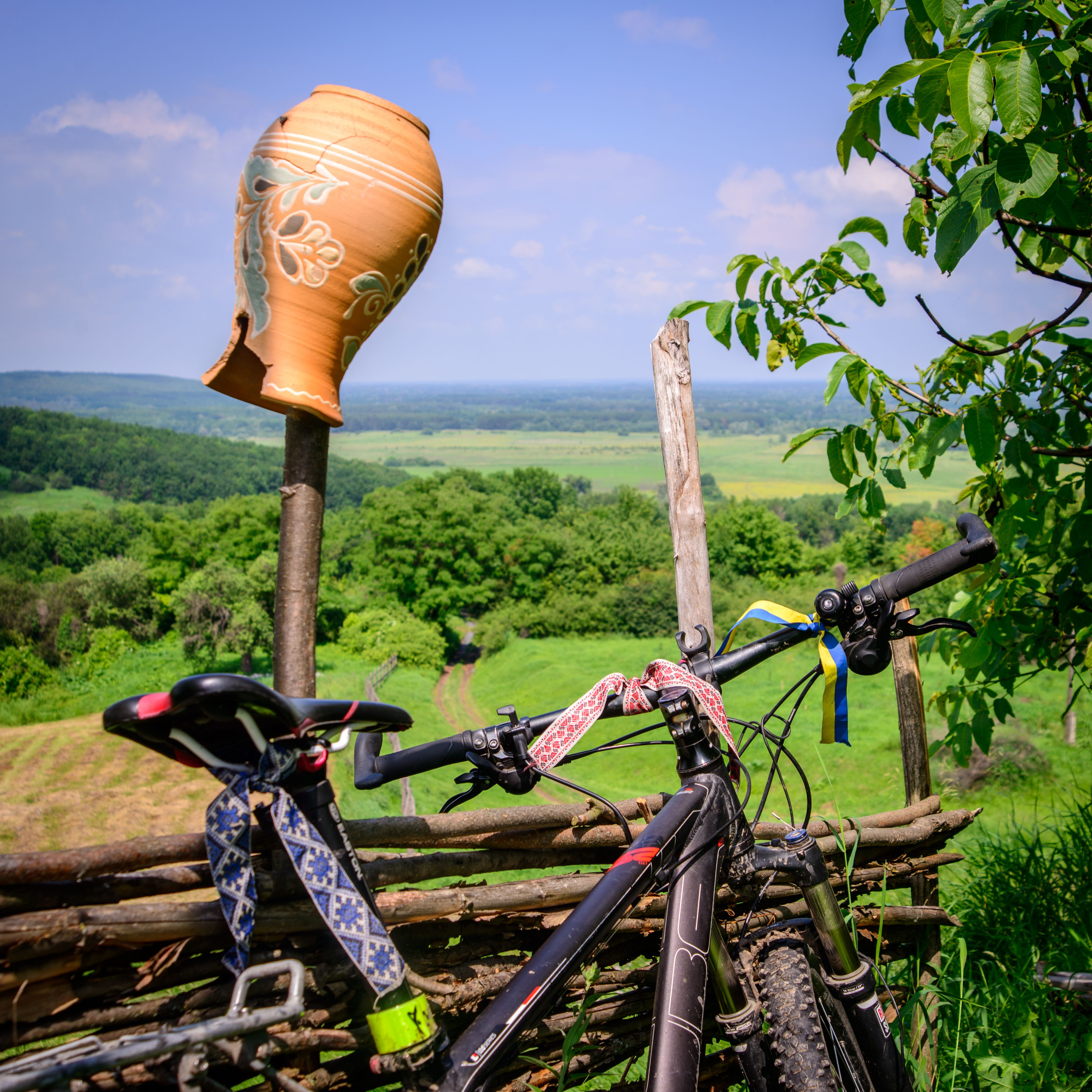
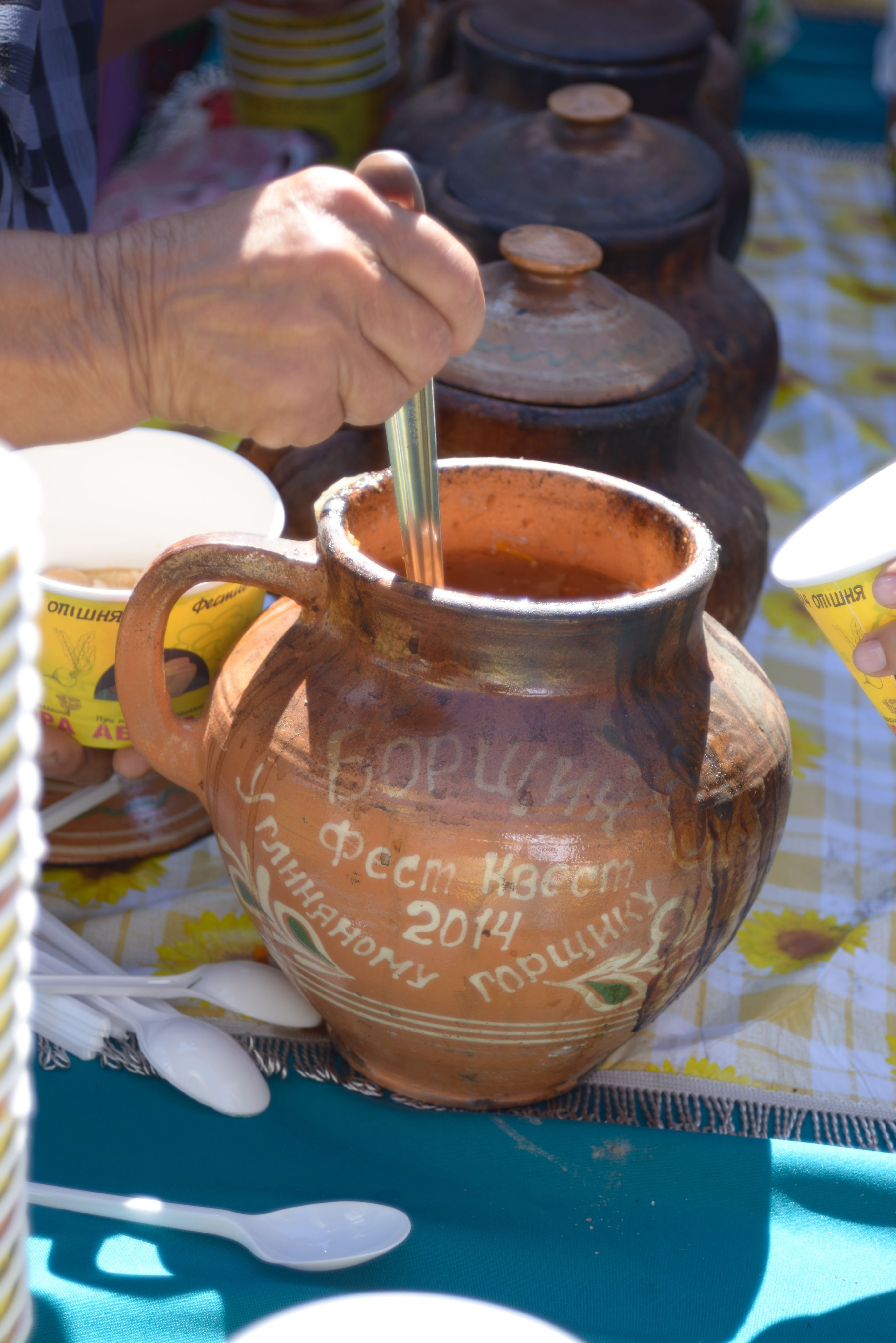
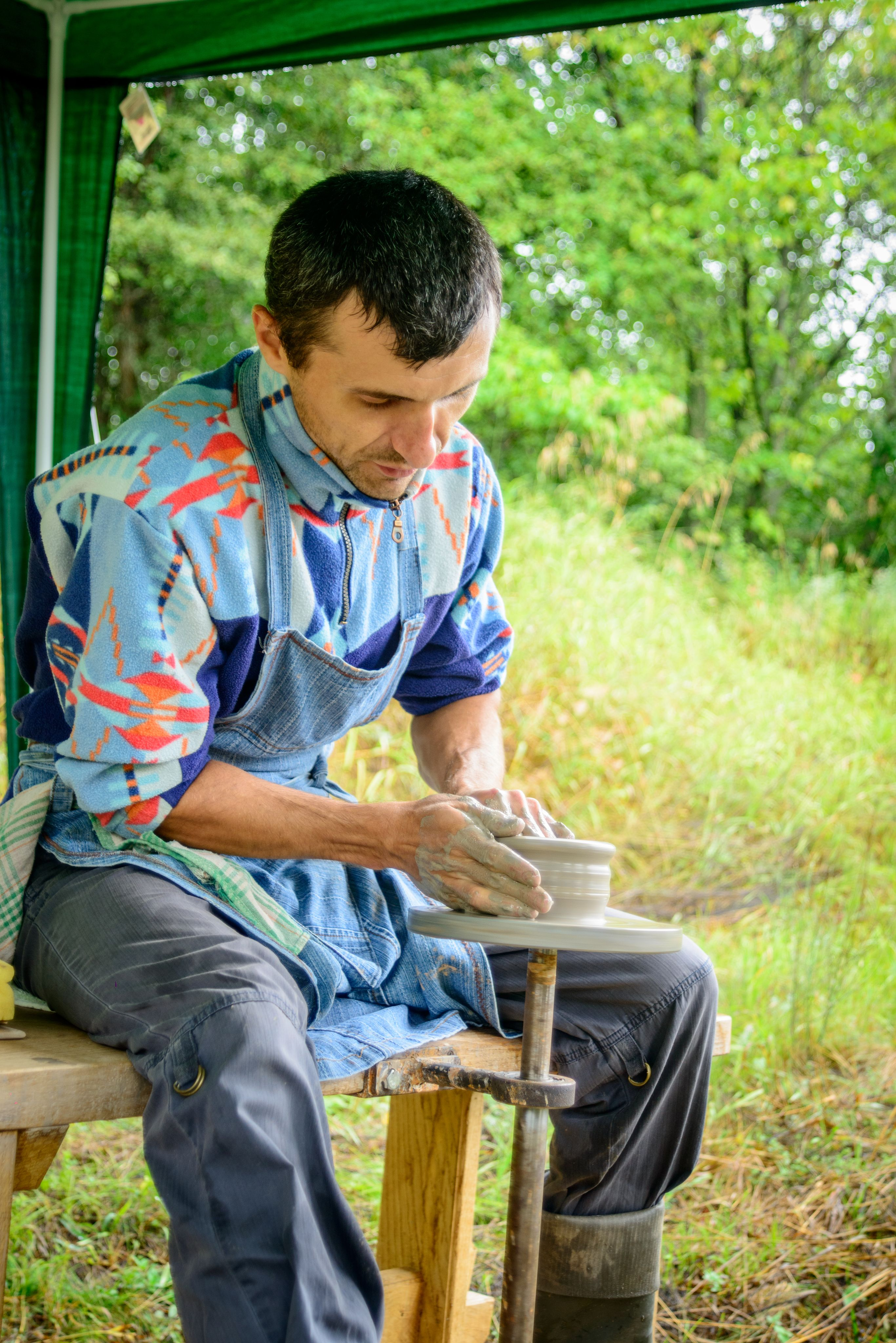
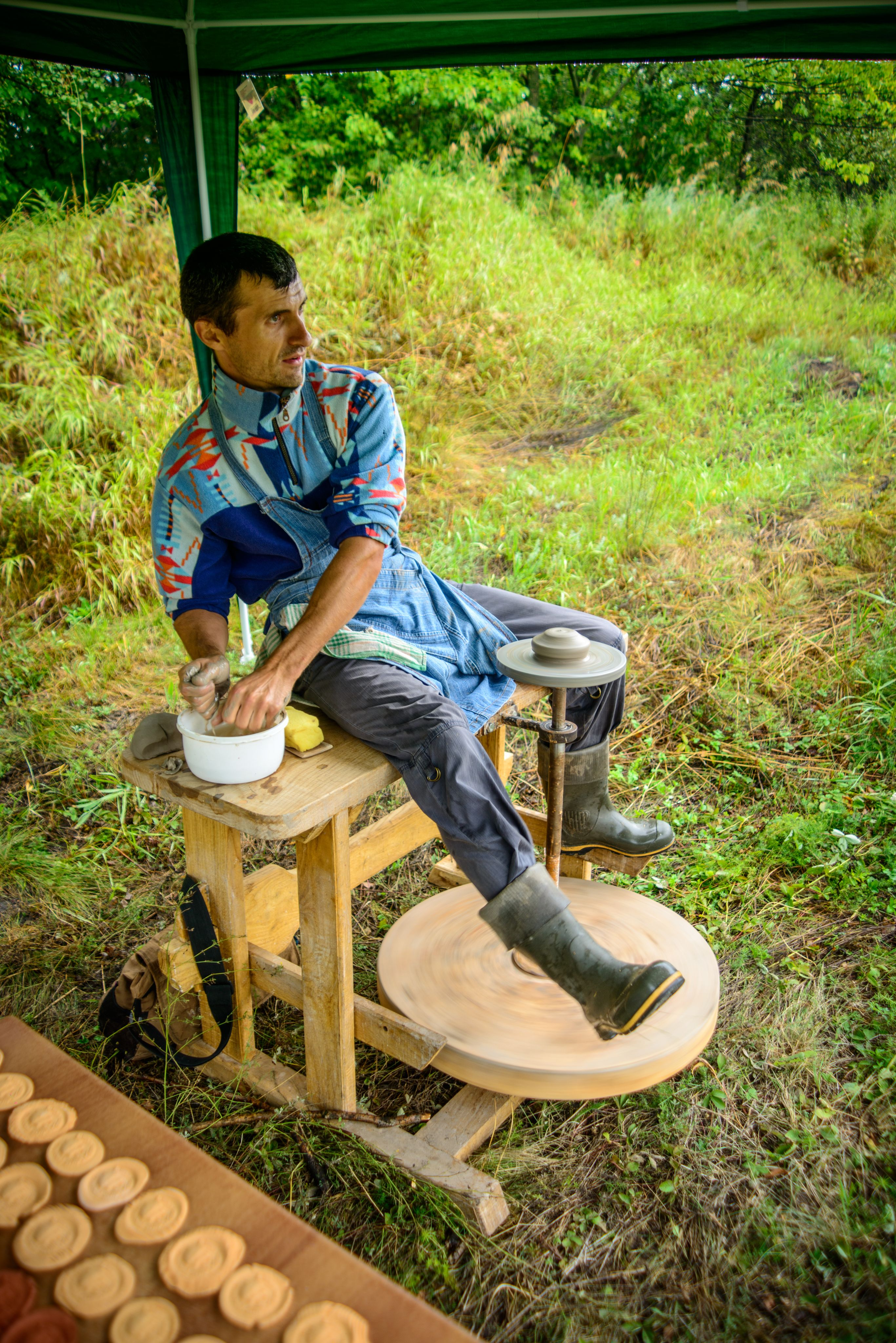